# اس-۱۲۵پیچورا

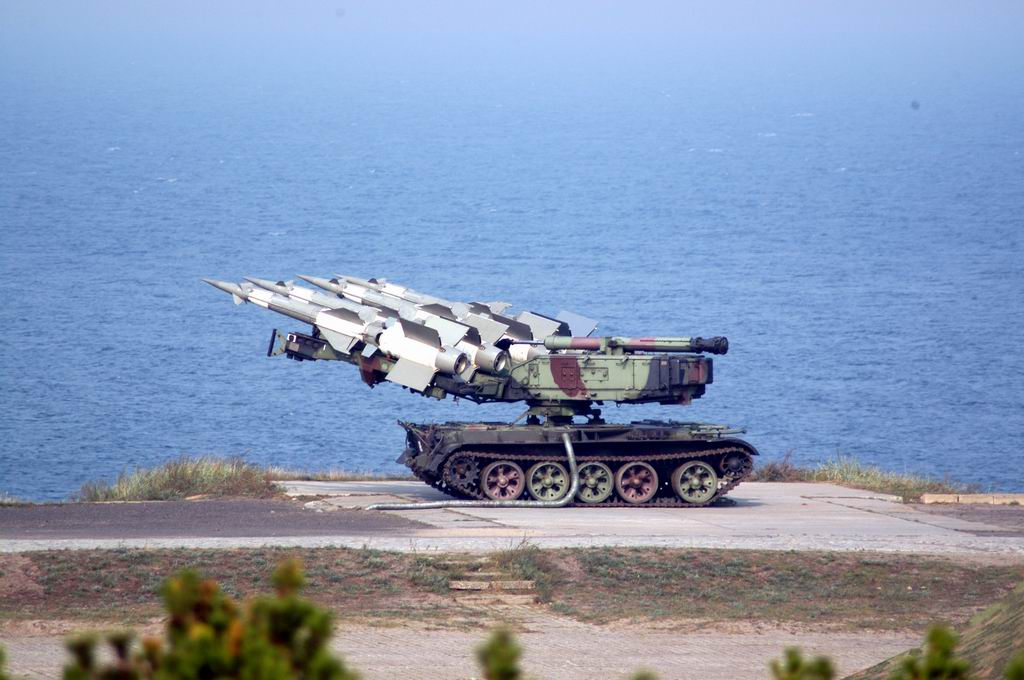
نوا اسسی ملقب به آناکوندا، ارتقای لهستانی سام-۳ که روی شاسی تی-۵۵ سوار شده

اس-۱۲۵ نِوا/پیچورا (به روسی: С-125 "Нева"/"Печора") که با نام ناتو سام-۳ گوا (SA-3 Goa) نیز شناخته می‌شود، یک سیستم موشکی سطح‌به‌هوای متحرک برای پدافند هوایی ارتفاع پائین تا متوسط ساخت شوروی است.
این سامانهٔ موشکی را الکسی میهایلویچ عیسایف در شرکت آلماز-آنتی طراحی کرده و از سال ۱۹۶۱ به خدمت ارتش شوروی پذیرفته شد. این سیستم تا دهه ۱۹۹۰ در روسیه فعال بود و هم‌اکنون نیز در برخی کشورها فعال است. پیچورا در جنگ‌های متعددی نیز با موفقیت نسبی استفاده شده‌است و تنها سیستم ضدهوایی است که سرنگونی یک هواپیمای پنهان‌کار (اف-۱۱۷ در سال ۱۹۹۹) را به نام خود ثبت کرده‌است.

## ویژگی‌ها
موشک‌های سام-۳ با سرعت ۳ تا ۳٫۵ ماخ حرکت کرده، قادر به انهدام هواگردهای مهاجم در فاصله حداقل ۳٫۵ کیلومتری و حداکثر ۳۵ کیلومتری هستند و توانایی رسیدن به ارتفاع ۱۸ کیلومتری را دارند. این موشک ۹۵۳ کیلوگرم وزن دارد و به یک سر جنگی ۷۲ کیلویی شامل ۴۴ کیلو مواد منفجره بسیار قوی مسلح است. قطر موشک نیز ۳۷۵ میلی‌متر و طول آن ۶ متر است.
سام-۳ سومین سیستم موشکی ضدهوایی روس‌ها بود و برای تکمیل سام-۱ و سام-۲ ساخته شد. پیچورا در مقایسه با اسلاف خود برد مؤثر کوتاهتر و ارتفاع درگیری پایین‌تری داشت اما داشتن موتور راکتی دو مرحله‌ای در مقابل اهداف مانورپذیر کارایی بیشتری داشت. ضمن اینکه قدرت درگیری با اهداف ارتفاع پایین (حداقل ۱۰۰ متر) را هم داشت و از قدرت بیشتری برای مقابله با اخلال الکترونیکی در ارتفاع پایین بهره‌مند بود.
سیستم آمریکایی ام‌آی‌ام-۲۳ هاوک نزدیکترین همتای غربی سام-۳ است. مشخصات این دو سیستم شباهت زیادی به هم دارند. موشک‌های هاوک کندتر حرکت می‌کنند اما محدودهٔ عملکردی وسیع‌تری دارند و سبک‌تر و کوچکتر هستند.

## تاریخچه عملیاتی

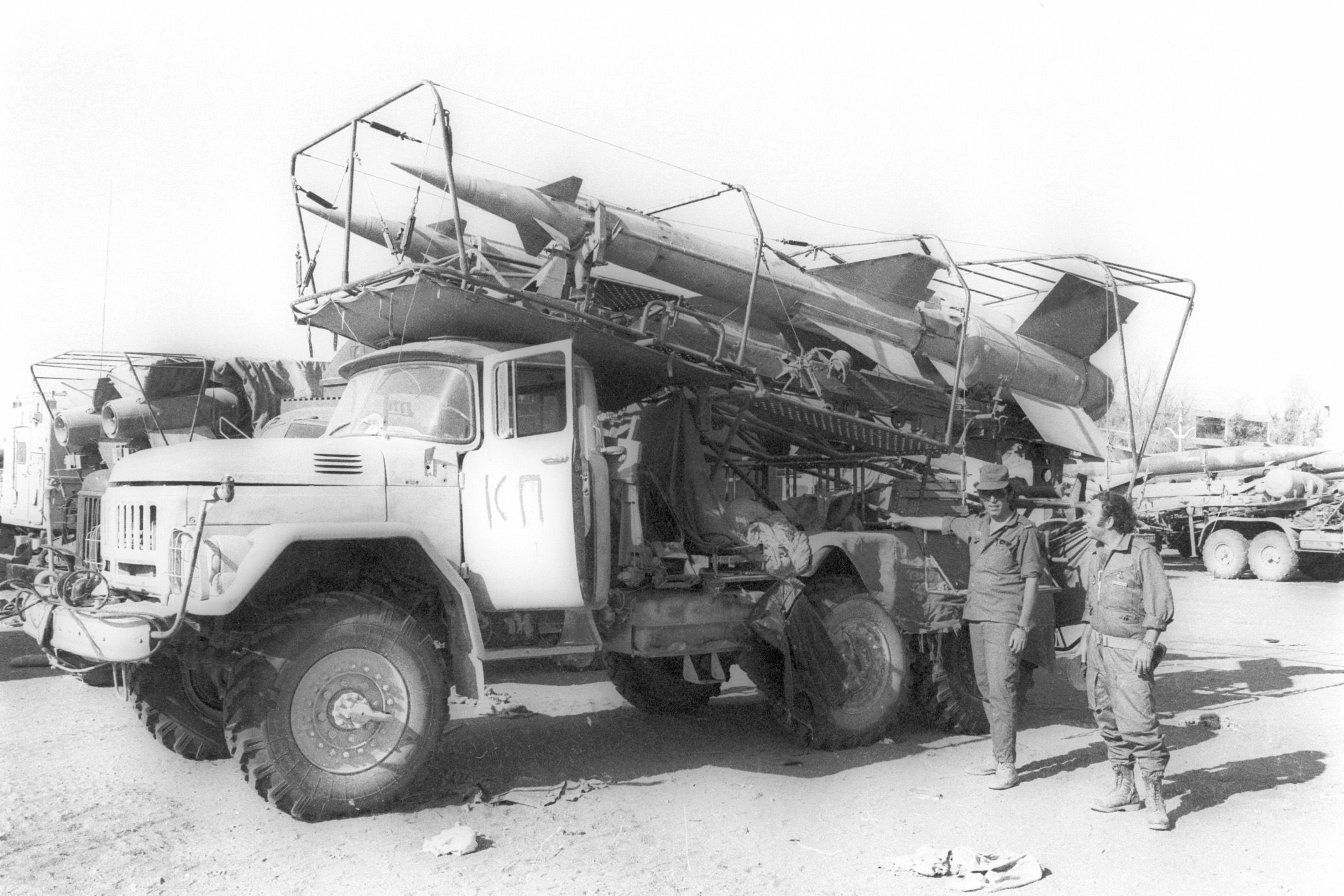
اس-۱۲۵ نِوا/پیچورا در سال 1973

اولین کاربرد سام-۳ به سال ۱۹۷۳ در جنگ یوم کیپور مربوط می‌شود. سوریه و مصر به‌طور گسترده‌ای از موشک‌های سام-۳ علیه جنگنده‌های اسرائیلی استفاده کردند. به خصوص مصر که شبکه درهم‌فشرده‌ای از سام-۳ در کنار سام-۲ و سام-۶ را در مرز اسرائیل مستقر کرده بود. در این جنگ ۴۶ جنگنده اسرائیلی که بیشتر آن‌ها اف-۴ فانتوم بودند توسط این موشک‌ها سرنگون شدند اما تعداد بسیار زیادی از این موشک شلیک شد و در واقع درصد موفقیت آن پایین بود.
در جنگ ایران و عراق نیز پدافند هوایی عراق از سام-۳ در کنار دیگر سیستم‌های روسی برای حراست از آسمان خود بهره می‌برد. در اوایل جنگ فانتوم‌های ایرانی به راحتی با سیستم‌های جنگ الکترونیکی خود پیچورا را فریب می‌دادند اما پس از اینکه عراقی‌ها اصلاحاتی را در جهت مقاوم‌سازی این سیستم به جنگ الکترونیک به عمل آوردند، عملکرد پیچورا بهبود قابل توجهی پیدا کرده و توانست مشکلات زیادی را برای نیروی هوایی ایران ایجاد کند.
اما مهم‌ترین موفقیت سام-۳ پیچورا را بدون تردید باید شکار یک هواپیمای پنهان‌کار آمریکایی اف-۱۱۷ نایت‌هاوک در سال ۱۹۹۹ دانست. این واقعه در جنگ کوزوو و به دست سرهنگ زلاتان دانی انجام شد و تنها موردی است که یک هواپیمای پنهان‌کار با آتش دشمن سرنگون شده‌است. موفقیت سام-۳ ارتش یوگسلاوی در این جنگ به این شکار خلاصه نمی‌شد. ارتش یوگسلاوی همچنین یک اف-۱۶ ناتو به خلبانی سرهنگ دیوید گلدفین فرمانده اسکادران ۵۵۵ را نیز سرنگون کرد؛ البته سرهنگ دیوید گلدفین برای نجات جان خود به ناچار اجکت کرد و جان سالم به در برد.

## رادارها
سام-۳ از سه نوع رادار برای شناسایی و درگیری با هدف استفاده می‌کند:
- پی-۱۵ فلت‌فیس که رادار تجسس است و در سام-۶ و سام-۸ هم استفاده شده‌است. این رادار تا مسافت ۲۶۰ کیلومتر را پوشش می‌دهد.
- اس‌ان‌آر-۱۲۵ لو بلو که رادار هدایت، کنترل آتش و پیگیری با برد ۴۰ کیلومتر است.
- پی‌آروی-۱۱ ساید نت که یک رادار ارتفاع‌سنج باند ئی با محدودهٔ عملکردی ۲۸ کیلومتری و تا ارتفاع ۳۲ کیلومتری است و در سام-۲، سام-۴ و سام-۵ هم استفاده شده‌است.

## کاربران

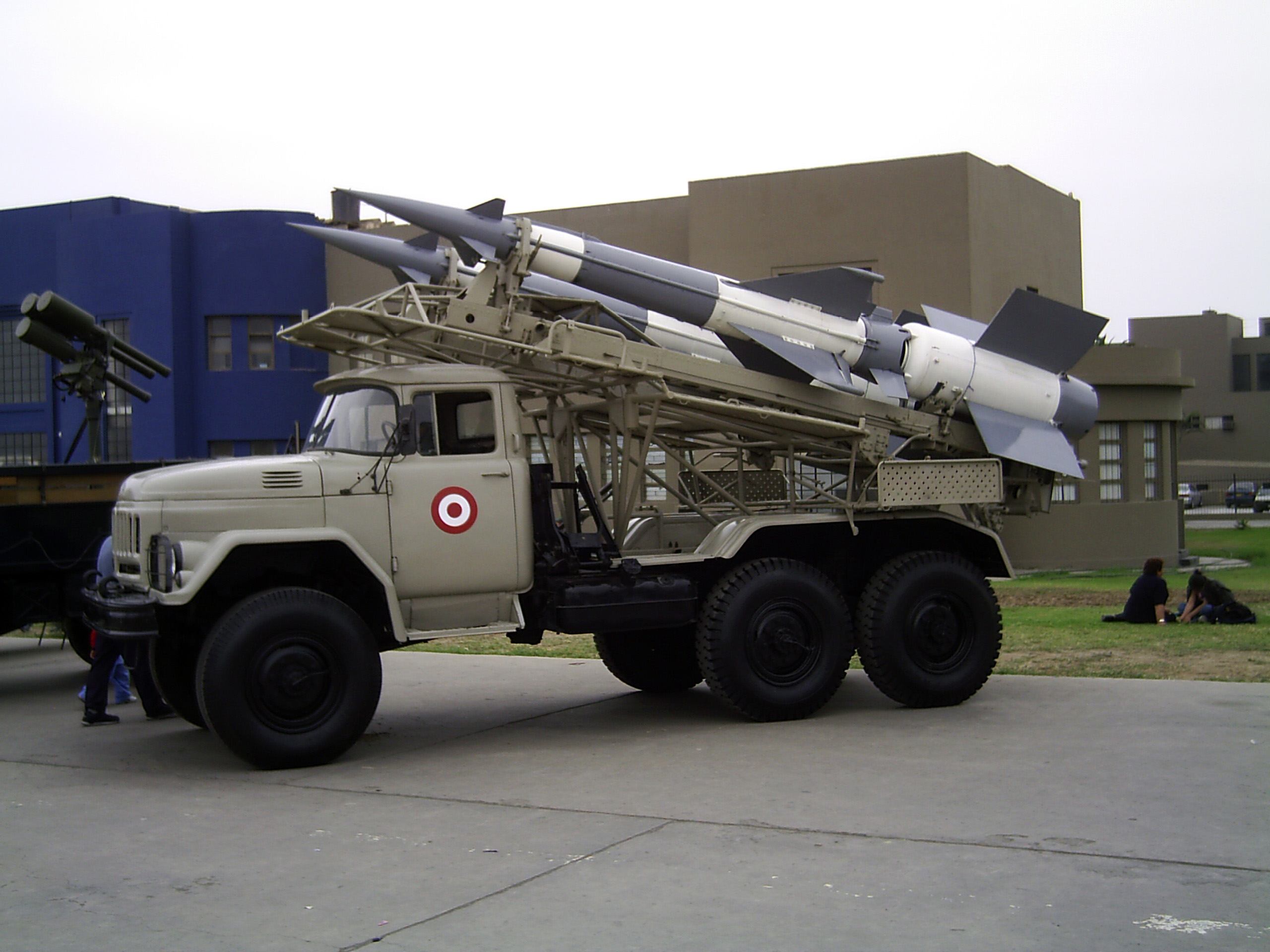
سام-۳ ارتش پرو

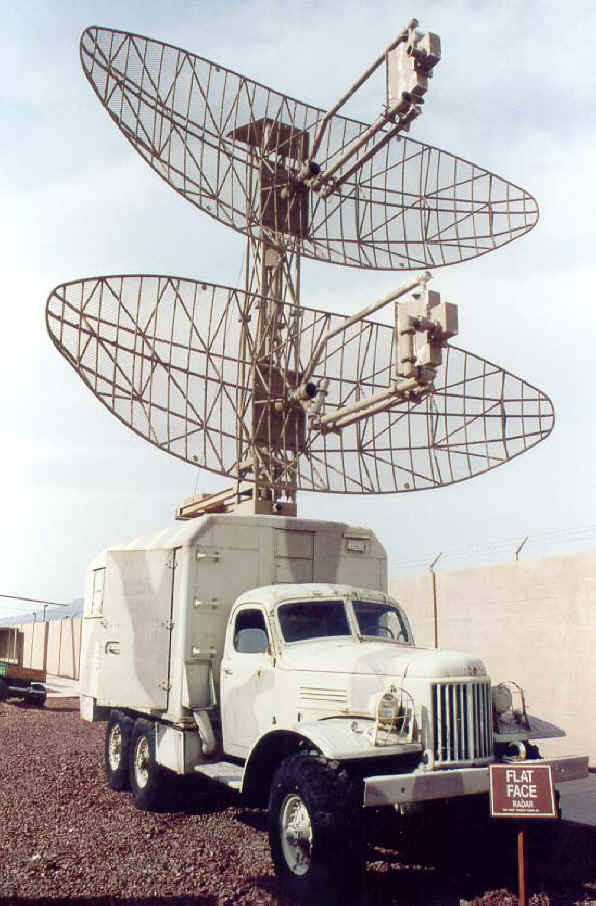
پی-۱۵ فلت‌فیس یکی از رادارهای سام-۳

- الجزایر[۲]
- آنگولا
- ارمنستان -
- جمهوری آذربایجان -
- بلغارستان
- میانمار
- کوبا
- مصر
- اتیوپی
- گرجستان
- هند
- لیبی
- مولدووا
- مغولستان مدل پیچورا ۲ام (خودکششی)
- موزامبیک
- کره شمالی ۳۲ آتشبار
- پرو
- لهستان مدل نوا اس‌سی
- صربستان ۱۲ سیستم با ۳۲ پرتابگر
- سوریه
- تانزانیا
- ترکمنستان
- ونزوئلا مدل پیچورا ۲ام (خودکششی)
- ویتنام
- یمن
- اوگاندا
- زامبیا

### کاربران پیشین
- افغانستان
- کامبوج سال ۲۰۰۵ اوراق شد.
- چکسلواکی
- آلمان شرقی
- فنلاند در دهه ۱۹۹۰ بازنشسته شد)
- مجارستان(از ۱۹۷۸ تا ۱۹۹۵ فعال بود
- عراق (destroyed 2003)
- رومانی تا ۱۹۸۸ فعال بود.
- روسیه در دهه ۱۹۹۰ بازنشسته شد. مدل آرام-۵۷۲۷ ویشال تا سال ۲۰۱۱ فعال بود.
  - تا سال ۲۰۱۱ فعال بود
- سومالی (از ۱۹۹۲ فعال نیست)[۳]
- اسلواکی (سال ۲۰۰۱ بازنشسته شد)
- یمن جنوبی
- اوکراین[۴]
- شوروی
- یوگسلاوی- ۱۴ آتشبار با حدود ۶۰ لانچر